# Gozmanyina golosovae
Gozmanyina golosovae är en kvalsterart som först beskrevs av Gordeeva 1980.  Gozmanyina golosovae ingår i släktet Gozmanyina och familjen Cosmochthoniidae. Inga underarter finns listade i Catalogue of Life.